# NGC 2388
NGC 2388 é uma galáxia espiral (S) localizada na direcção da constelação de Gemini. Possui uma declinação de +33° 49' 08" e uma ascensão recta de 7 horas, 28 minutos e 53,5 segundos.
A galáxia NGC 2388 foi descoberta em 4 de Fevereiro de 1793 por William Herschel.